# Haution
Haution é uma comuna francesa na região administrativa de Altos da França, no departamento de Aisne. Estende-se por uma área de 9,34 km². Em 2010 a comuna tinha 147 habitantes (densidade: 15,7 hab./km²).